# Манилски галеон
Манилски галеони или галеони Манила—Акапулко (шп. Galeón de Manila, фил./таг. Kalakalang Galyon ng Maynila at Acapulco) били су шпански трговачки бродови који су ишли на повратна путовања једном или двапут годишње преко Тихог океана између лука Акапулко (данас Мексико) и Манила на Филипинима — тадашњих територија Нове Шпаније. Назив галеона је промењен да би се знало из којег града су бродови отпловљавали. Термин Манилски галеони такође се користи за трговинске руте између Акапулка и Маниле, које су постојале од 1565. до 1815. године.
Манилски галеони су такође били познати у Новој Шпанији као La Nao de la China (Кинески брод), зато што су из Маниле транспортовали много кинеских добара.
Трговачка рута Манилских галеона отворена је 1565. године, након што је аугустинијански фратар и навигатор Андрес де Урданета открио tornaviaje односно повратну руту из Филипина до Мексика. Прва успешна повратна путовања направио је Урданета са Алонсом де Арељаном, исте године. Рута је трајала све до 1815. године, када је Мексичким ратом за независност окончана шпанска контрола мексичких лука. Манилски галеони су пловили Пацификом око 250 година, допремајући у Шпанију вредну робу и луксузна добра; били су од велике економске користи и вршена је културна размена.

## Откриће руте
Шпанска експедиција коју је 1521. године водио Фернандо Магелан пловила је западно преко Пацифика користећи источне пасате. Експедиција је открила Маријанска острва и Филипине, те их прогласила шпанским. Иако је Магелан тада умро, један од његових бродова вратио се у Шпанију настављајући путовати западно.
Да би се населили и трговали са овим острвима из Америка, источни прекоморски пут за повратак био је неопходан. Први брод којим је ово покушано доживео је неуспех након неколико година. Алваро де Сааведра Серон такође је покушао једрити источно од Филипина, 1529. године, али није могао да нађе западне ветрове преко Пацифика. Бернардо де ла Торе је 1543. године такође доживео неуспех. Међутим, 1542. године Хуан Родригез Кабриљо помогао је у налажењу пута пловећи северно од Мексика, да би истражио пацифичку обалу; дошао је северно све до Руске реке, мало северно од 38. паралеле.
Галеон Манила—Акапулко коначно је почео са трговином када су 1565. године шпански морепловци Алонсо де Арељано и Андрес де Урданета открили источну повратну руту. Једрење као део експедиције предвођене Мигелом Лопезом де Легаспијем у циљу освајања Филипина 1565. године, био је задатак који су добили Арељано и Урданета, како би пронашли повратну руту. Узев у обзир да пасати Тихог океана могу да се крећу укруг као што је то случај код ветрова Атлантика, они су морали пловити северно до 38. паралеле — са источне обале Јапана — пре него што би могли ухватити ветрове који пушу према истоку („западњаци”) и који ће их гурати надесно преко Пацифика.
Дошавши на западну обалу Северне Америке, Урданетин брод Сан Педро пристао је уз обалу недалеко од Капе Мендосина (Калифорнија), а потом наставио да плови јужно уз обалу до Сан Бласа (Најарит) и на крају до Акапулка у који је стигао 8. октобра 1565. године. Већина његове посаде преминула је током дугог почетног путовања, за које нису били довољно снабдевени. Арељано, који је ишао јужнијом рутом, већ је био дошао.
Енглески гусар Френсис Дрејк такође је дошао до калифорнијске обале, и то 1579. године. Након што је пресрео и заробио шпански брод на путу за Манилу, Дрејк се окренуо на север и надао да ће сусрести још један шпански брод пун драгоцених ствари и усмерен јужно при повратку из Маниле у Акапулко. Ово му није пошло за руком, већ је жртвовао један енглески брод негде код северне калифорнијске обале. Иако су извештаји и остале евиденције са брода изгубљени, званично прихваћена локација тренутно носи име Дрејков залив (код рта Појнт Рејес, јужно од Капе Мендосина).
До 18. века постало је јасно да је мање северна путања била довољна за приближавање северноамеричкој обали, па су навигатори галеона возили даље од стеновите и често магловите северне и централне обале Калифорније. Према историчару Вилијаму Лајтлу Шерзу, „они су генерално долазили на копно успешно низ обалу, негде између Појнт Консепшона и Капе Сан Лукаса... Уосталом, ово су били понајпре трговачки бродови, а посао истраживања лежи ван њиховог поља, иако су случајна открића била добродошла.”
Прва мотивација за копнено истраживање данашње Калифорније било је извиђање могућих успутних станица за на мору истрошене Манилске галеоне, на њиховој последњој деоници дугог путовања. Први предлози су изнесени безуспешно, али 1769. године Експедиција Портола основала је луку Алта Калифорнија у Сан Дијегу и Монтереју, омогућивши тако сигурне луке за повратак Манилских галеона.
У Манили, сигурност океанских прелаза била је у рукама девице Нуестре Сењоре де ла Соледад де Порта Вага, која се веже за надбискупа Маниле. Када би експедиција била успешна, путници су ишли у цркву Ла Ермита да одају почаст; тада су нудили злато и друге вредне драгуље или накит из хиспано земаља, на лик девице. Тако је девица добила име по галеонима: Краљица галеона.

## Трговина зачинима
Трговина са Минговом Кином преко Маниле служила је као главни извор прихода за Шпанску империју те фундаментални извор прихода за шпанске колонизаторе на Филипинским острвима. До 1593. године два или више бродова је отпловљавало годишње из сваке луке. Трговина у Манили је постала толико лукративна да су трговци из Севиље молили краља Филипа II да заштити монопол Куће трговине са Индијом у Севиљи. Ово је резултовало доношњем декрета 1593. године којим је ограничен број бродова који могу да исплове годишње из поједине луке на два, с тим да је један у резерви у Акапулку а један у Манили. Армада, или наоружана пратња галеона, такође је одобрена. Због званичних покушаја контроле над трговином галеонима, кријумчарење и скривање терета на бродовима постало је свакодневница.
У периоду од 1609. до 1616. године, 9 галеона и 6 галија је изграђено у филипинским бродоградилиштима. Просечна цена је износила 78.000 пезоса по галеону и најмање 2.000 стабала. Међу направљеним галеонима су и: Сан Хуан Баутиста, Сан Маркос, Нуестра Сењора де Гвадалупе, Анхел де ла Гардија, Сан Фелипе, Сантијаго, Салбадор, Еспириту Санто и Сан Мигел. „Од 1729. до 1739. године, главна намена бродоградилишта Кавите била је конструкција и опремање галеона за трговачки пут од Маниле до Акапулка.”
Због велике профитабилности руте а дугог времена путовања, било је неопходно изградити највеће могуће галеоне, који су тада били највећа класа бродова икада изграђених. У 16. веку су у просеку имали масу 1.700—2.000 тона; били су прављени од филипинске масивне дрвене тврде грађе и могли су да приме отприлике хиљаду путника. Консепсион, уништен 1638. године, био је дуг 43—49 m (141—161 ft) и истискивао је неких 2.000 тона. Сантисима Тринидад је била дуга 51,5 m (169 ft). Већина бродова се градила на Филипинима, у Мексику само осам. Трговина галеона Манила—Акапулко окончана је 1815. године, неколико година пре него што је Мексико стекао независност од Шпаније (1812). Након овога, Шпанска круна је преузела директну контролу над Филипинима; управљала је директно из Мадрида. Ово је постало сасвим изводљиво средином 19. века, након изума пароброда и отварања Суецког канала, чиме је време путовања од Шпаније до Филипина смањено на 40 дана.
Галеонска трговина је процветала увелико захваљујући трговцима из лучких области Фуђена, који су путовали у Манилу да би Шпанцима продавали зачине, порцелан, слоновачу, лакиране предмете, обрађено свилено платно и другу вредну робу. Галеони су добра транспортовали да би их се могло продавати у Америкама, највише Новој Шпанији и Перуу, али и на европском тржишту. Источноазијска трговина примарно је функционисала на сребрном стандарду јер је Мингова Кина користила сребрне инготе као средство размене. Као таква, добра су већином купована сребром из рудника Мексика и Потосија. Такође, робови из разних земаља били су транспортовани из Маниле. Терет је достављан у Акапулко, а потом превожен копном преко Мексика до луке Веракруз у Мексичком заливу, где је утовариван на шпанске Сребрне флоте спремне за пут према Шпанији. Ова рута била је алтернативна у односу на западни пут преко Индијског океана и око Рта добре наде, који је био резервисан за Португалце према Споразуму из Тордесиљаса. Такође, избегавала су се пристајања у луке под контролом конкурентских сила, као што је то била Португалија и Холандија. Још од првих дана истраживања, Шпанци су знали да је Амерички континент много ужи преко Панамске превлаке него преко Мексика. Покушавали су успоставити редован копнени прелаз туда, али га је густа џунгла и маларија учинила непрактичним.
Било је потребно најмање четири месеца да се преплови Тихи океан од Маниле до Акапулка, а галеони су били главна веза између Филипина и вицекраљевског главног града у Мексико Ситију, а одатле за саму Шпанију. Много такозваних Кастиљаса или Шпанаца на Филипинима је заправо било мексичког порекла, а хиспано култура на Филипинима веома је слична мексичкој култури. Чак и након доба галеона, а у време када је Мексико коначно стекао независност, две нације су и даље наставиле да тргују — осим кратког захлађења односа током Шпанско-америчког рата.
Олупине Манилских галеона су легенде од којих су познатије само олупине Сребрне флоте на Карибима. Брод Мигела Лопеза де Легаспија, Сан Пабло од 300 тона, 1568. године је постао први Манилски галеон уништен на путу ка Мексику. Од 1576. године када је изгубљен Еспириту Санто, до 1798. године када је нестао Сан Кристобал (2), забележено је двадесет Манилских галеона уништених у Филипинском архипелагу.
Шпанија је од 1565. до 1815. године имала 108 галеона од којих је 26 изгубљено на мору из разних разлога. Значајни галеони које су Британски заробили су били Санта Ана (Томас Кевендиш, 1587), Енкарнасион (?, 1709), Нуестра Сењора де ла Ковадонга (Џорџ Ансон на путу око света, 1743) и Нуестра Сењора де ла Сантисима Тринидад (?, 1762). Четири галеона су до 1593. године могла да путују у исто време, а након тога максималан дозвољени број је смањен на два.‍:492

## Могуће откриће Хаваја
Стотине Манилских галеона је 250 година путовало из данашњег Мексика до Филипина, а овај део руте је пролазио и јужно поред Хавајских острва. Упркос овоме, нема историјских записа о било каквом контакту између двеју култура. Британски историчар Хенри Камен тврди да Шпанци нису ималу шансе да довољно истраже Тихи океан и да нису били у могућности да нађу острва која леже на ширинама од 20° изнад галеонске руте и припадајућих струја. Међутим, шпанска активност на Пацифику била је на првом месту до краја 18. века. Андрес де Урданета је био први који је препловио Пацифик са запада на исток, успостављајући поморску руту од Азије до Америке 1565. године; ова рута је трајала до 1815. године. Шпанским експедицијама откривен је Гвам, Маријана, Каролина и Филипини у северном Пацифику, те Тувалу, Маркиз, Соломонова Острва и Нова Гвинеја у јужном Пацифику. Шпански навигатори су такође открили архипелаге Питкерн и Вануату током истраживања Тере Аустралис у 17. веку.
Оволика поморска активност поставља питање да ли су шпански истраживачи стигли на Хавајска острва два века пре него што их је капетан Џејмс Кук први пут посетио 1778. године. Руј Лопез де Виљалобос је предводио флоту шест бродова која је испловила из Акапулка 1542. године, са шпанским морепловцем Иваном/Хуаном Гаетаном као кормиларом. У зависности од тумачења, Гаетанови извештаји наизглед описују откриће Хаваја или Маршалских острва 1555. године. Уколико је реч о Хавајима, Гаетано би био међу првим Европљанима који су открили острва.
Урданетина нова рута је након 1565. године омогућавала галеонима Маниле да редовно плове између Мексика и Филипина наредна два и по века, све до 1815. године. Рута према западу од Мексика пролазила је јужно од Хаваја, са кратким одмором у Гваму пре поновног пута за Манилу. Тачна рута је држана у тајности да би се заштитио трговински монопол Шпаније над осталим конкурентским силама и избегли холандски и енглески пирати. Због ове политике тајности, и да Шпанци јесу открили Хаваје током својих путовања — они то не би објавили и откриће би остало непознато широј јавности. Према Гаетану, Хавајска острва нису имала никаквих познатих вредних ресурса, тако да Шпанци нису имали жеље да улажу напоре и насељавају их. Ово се десило у случају Маријанских и Каролинских острва, која нису ефективно насељена све до друге половине 17. века. Шпанске архиве садрже чартове са острвима на ширинама Хаваја, али са дужинама 10° источније од поменутих острва (поуздани методи за одређивање географске дужине нису постојали све до средине 18. века). У овом рукопису, острво Мауи носи назив „Ла Десграсијада” (у преводу: несрећан, неповољан), а оно што би могло да представља острво Хаваји названо је „Ла Меса” (у преводу: сто). Острва која обухватају Кахоолаве, Ланаи и Молокаи су именована као „Лос Монхес” (у преводу: монаси).
Теорију да су Хаваје открили Шпанци подупиру и проналасци Вилијама Елиса, писца и мисионара који је живео на почетку 19. века на Хавајима и забележио неколико народних прича о странцима који су посетили Хаваје пре првог контакта са Куком. Према хавајском писцу Хербу Кавануију Канеу, једна од ових прича гласи овако:
Тиче се седам странаца који су дошли осам генерација пре у залив Кеалакекуа у обојеном чамцу са надстрешницом или балдахином преко крме. Били су обучени у платно беле или жуте боје, а један је носио мач са своје стране и перо у свом шеширу. По искрцавању, клекнули су на колена за молитву. Хавајци, од највеће помоћи онима који су били беспомоћни, примили су их љубазно. Странци су се на крају оженили у породице поглавица, али њихова имена нису могла да се нађу у генеалогијама.
Неки учењаци, поготово амерички, одбацују ове тврдње као недовољно кребилине. Расправе се настављају око тога да ли су Хавајска острва заиста посетили Шпанци у 16. веку, а истраживачи попут Ричарда В. Роџерса траже доказе шпанских бродских олупина.

### Цитирана библиографија
- Schurz, William Lytle (1917). The Manila Galleon and California. Southwestern Historical Quarterly. 21. стр. 107—126. Архивирано из оригинала 02. 07. 2018. г. Приступљено 10. 12. 2016.
- Schurz, William Lytle (1939). The Manila Galleon. New York: E. P. Dutton & Co., Inc.